# Arenaria pallens
Arenaria pallens är en nejlikväxtart som beskrevs av Muschler. Arenaria pallens ingår i släktet narvar, och familjen nejlikväxter. Inga underarter finns listade i Catalogue of Life.